# Верхній Жирім
Верхній Жирім (рос. Верхний Жирим) — село Тарбагатайського району, Бурятії Росії. Входить до складу Сільського поселення Верхньожирімське.
Населення — 964 особи (2015 рік).